# Napalm Death
Napalm Death (от английски: „напалмова смърт“) е английска грайндкор група, създадена през 1981 г. Никой от първоначалните ѝ членове не е в групата от 1986 г., но от 1992 г. басистът Шейн Ембъри, китаристът Мич Хариш, барабанистът Дани Херера и вокалът Марк „Барни“ Грийнуей не са напускали групата. От 1989 до 2004 г. групата е петчленна, след като включват Джеси Пинтадо като заместител на китариста Бил Стиър.
Групата се счита за един от пионерите на грайндкор жанра, включвайки елементи на краст пънк и дет метъл и използвайки китари с изкривен звук, стържещ бас, високоскоростно темпо, бласт бийтове, вокали с неразбираемо ръмжене или силни крясъци, изключително кратки песни и социално-политически текстове. Дебютният албум на групата „Scum“, издаден през 1987 г. от Earache Records, оказва особено влияние сред световната метъл общност. Песента им "You Suffer" е включена в Книгата за рекорди на Гинес като най-кратката песен, записвана някога (1,316 секунди).
Napalm Death имат издадени шестнайсет студийни албума и са сред най-успешните дет метъл групи в САЩ. Според бившият вокалист на групата, Лий Дориан, "Scum" (1987) и "From Enslavement to Obliteration" (1988) заедно са продали 400 хил. копия по света.

## Състав

### Текущи членове
- Шейн Ембъри – бас, беквокали (1987 – )
- Марк „Барни“ Грийнуей – водещи вокали (1989 – 1996, 1997 – )
- Мич Харис – китара, беквокали (1989 – )
- Дани Херера – барабани (1991 – )

## Дискография

### Студийни албуми
- Scum (1987)
- From Enslavement to Obliteration (1988)
- Harmony Corruption (1990)
- Utopia Banished (1992)
- Fear, Emptiness, Despair (1994)
- Diatribes (1996)
- Inside the Torn Apart (1997)
- Words from the Exit Wound (1998)
- Enemy of the Music Business (2000)
- Order of the Leech (2002)
- The Code Is Red...Long Live the Code (2005)
- Smear Campaign (2006)
- Time Waits for No Slave (2009)
- Utilitarian (2012)
- Apex Predator – Easy Meat (2015)
- Throes of Joy in the Jaws of Defeatism (2020)

### Сингли
- You Suffer (1989)
- Mentally Murdered (1989)
- Suffer the Children (1990)
- More than Meets the Eye (1994)
- Plague Rages (1994)
- Hung (1994)
- Greed Killing (1995)
- Analysis Paralysis (2012)

### Компилации
- Death by Manipulation (1991)
- Noise for Music's Sake (2003)
- Coded Smears and More Uncommon Slurs (2018)